# Aidis Kruopis
Aidis Kruopis (ur. 26 października 1986 w Ucianie) – litewski kolarz szosowy. 

## Najważniejsze osiągnięcia
2007
- 2. miejsce w Vlaamse Havenpijl

2008
- 2. miejsce w Dookoła Mazowsza

2010
- 3. miejsce w mistrzostwach Litwy (start wspólny)
- 1. miejsce w Dwars door de Antwerpse Kempen
- 1. miejsce w Schaal Sels-Merksem
- 2. miejsce w Kampioenschap van Vlaanderen

2011
- 1. miejsce w Omloop van het Waasland
- 3. miejsce w Grand Prix de Denain
- 1. miejsce w Grote Prijs 1 Mei-Ereprijs Victor de Bruyne
- 1. miejsce na 3. etapie Tour of Belgium
- 3. miejsce w mistrzostwach Litwy (start wspólny)
- 1. miejsce w Schaal Sels-Merksem

2012
- 1. miejsce na 3. etapie Tour of Norway
- 2. miejsce w mistrzostwach Litwy (start wspólny)
- 1. miejsce na 4. etapie Tour de Pologne
- 1. miejsce w klasyfikacji punktowej Tour du Poitou-Charentes
  - 1. miejsce na 1. i 2. etapie

2013
- 1. miejsce na 2. etapie Presidential Cycling Tour of Turkey

2014
- 1. miejsce w klasyfikacji punktowej Tour de Langkawi
  - 2. miejsce na 6., 7. i 10. etapie

2015
- 1. miejsce w klasyfikacji górskiej An Post Rás
  - 1. miejsce na 4. i 8. etapie
- 1. miejsce w mistrzostwach Litwy (start wspólny)
- 1. miejsce w Antwerpse Havenpijl

2016
- 1. miejsce w Dorpenomloop Rucphen
- 1. miejsce w Ronde van Overijssel
- 1. miejsce w Paris-Arras Tour
  - 1. miejsce na 1. i 2. etapie
- 3. miejsce w Heistse Pijl
- 1. miejsce w Gooikse Pijl

## Rankingi
| Rok             | 2009  | 2010 | 2011 | 2012 | 2013 | 2014 | 2015 | 2016 | 2017  | 2018  |
| --------------- | ----- | ---- | ---- | ---- | ---- | ---- | ---- | ---- | ----- | ----- |
| UCI World Tour  |       |      |      | 183. | 228. | -    |      | -    | -     | -     |
| World Ranking   |       |      |      |      |      |      |      | 255. | 1144. | 2029. |
| UCI Europe Tour | 1010. | 28.  | 10.  |      |      |      | 105. | 123. | 736.  | 1405. |
| UCI Asia Tour   | -     | -    | -    |      |      |      | -    | 294. | -     | 644.  |
|                 |       |      |      |      |      |      |      |      |       |       |
| Źródło: UCI     |       |      |      |      |      |      |      |      |       |       |